# Napredyk Ruse
Napredyk Ruse (bułg. СК Напредък (Русе)) – bułgarski klub piłkarski, mający siedzibę w mieście Ruse, na północy kraju, działający w latach 1919–1944.

## Historia
Chronologia nazw:
- 1919: Napredyk Ruse (bułg. СК Напредък (Русе))
- 1926: Botew Ruse (bułg. СК Ботев (Русе)) – po fuzji z Kubrat
- 1927: Botew 27 Ruse (bułg. СК Ботев 27 (Русе)) – po fuzji z Benkowski 25
- 1941: Napredyk Ruse (bułg. СК Напредък (Русе))
- 1944: klub rozwiązano – po fuzji z Dobrudża Ruse tworząc NFD Christo Botew

Klub sportowy Napredyk został założony w Ruse w 1919 roku w wyniku odłączenia drugiego oddziału piłkarskiego SK Sawa Ruse. Klub był najbogatszym klubem w mieście i jako jedyny posiadał własne boisko. Założycielem zespołu był farmaceuta Georgi Manew, a przewodniczącym bogaty kupiec miejski Stefan Nedkow. Na początku września 1926 klub połączył się z Kubrat i przyjął nazwę Botew. 13 marca 1927 odbyła się kolejna fuzja, tym razem z klubem Benkowski 25, po czym nazywał się Botew 27. 1 września 1930 klub przywrócił nazwę Napredyk.
Pierwsze mistrzostwa Bułgarskiego Związku Piłki Nożnej miały zostać rozegrane w 1924 roku, jednak ze względu na różnice między zespołami w półfinałach rozgrywki nie zostały zakończone, a zwycięzca nie został wyłoniony. Od 1925 mistrzostwa rozgrywane są systemem pucharowym, do których kwalifikowały się zwycięzcy regionalnych oddziałów. Dopiero w 1931 roku jako zwycięzca Obwodu Sportowego Ruse zespół zakwalifikował się do turnieju finałowego. W finałowej części mistrzostw klub najpierw wygrał 3:1 z Pobedą 26 Plewen, w ćwierćfinale odniósł zwycięstwo 3:1 z Chanem Omurtag Szumen, ale w półfinale przegrał 1:3 z AS 23 Sofia. W 1932 nie zakwalifikował się do finałów, a potem przez kolejne trzy sezony uczestniczył w mistrzostwach na szczeblu centralnym. W 1933 ponownie został zatrzymany w półfinale, przegrywając 1:4 z klubem Szipczenski Sokoł Warna, w 1934 znów przegrał w półfinale 1:3 z Władysław Warna, a w 1935 dotarł do ćwierćfinału, gdzie został pokonany 2:3 przez Panajot Wołow Szumen. Potem znów przez kilka lat nie mógł zakwalifikować się, dopiero w 1941 ponownie grał w finałach, ale już w pierwszej rundzie przegrał 1:3, 2:1 z ŻSK Sofia. W 1941 również klub dotarł do finału Pucharu Bułgarii, który nosił wówczas nazwę Pucharu Cara. W następnym sezonie 1942 został półfinalistą Pucharu. Ale już nigdy nie zagrał w finałach mistrzostw.
Klub istniał samodzielnie do 7 grudnia 1944 roku, a potem połączył się z miejscowym klubem Dobrudża, po czym został rozwiązany. W wyniku fuzji powstał nowy klub o nazwie NFD [Narodno Fizkulturno Drużstwo] Christo Botew, które wkrótce zostało wchłonięte przez Dinamo.

## Barwy klubowe, strój, herb, hymn
|  |  |

Klub ma barwy biało-czerwone. Piłkarze domowe spotkania zazwyczaj grają w pół ciemnoczerwonych a pół białych koszulkach, ciemnoczerwonych spodenkach oraz ciemnoczerwonych getrach.

## Sukcesy

### Trofea międzynarodowe
Do chwili obecnej klub jeszcze nigdy nie zakwalifikował się do rozgrywek europejskich.

### Trofea krajowe
| \| \| Zdobyte trofea w rozgrywkach Bułgarii (stan na: 31-05-2021) \| |                                                             |      |                                                               |
| Rozgrywki                                                            | Osiągnięcie                                                 | Razy | Sezon(y)                                                      |
| · Mistrzostwo                                                        | I miejsce                                                   | 0    |                                                               |
| · Mistrzostwo                                                        | II miejsce                                                  | 0    |                                                               |
| · Mistrzostwo                                                        | III miejsce                                                 | 3    | 1931 (półfinalista), 1933 (półfinalista), 1934 (półfinalista) |
| Puchar                                                               | zdobywca                                                    | 0    |                                                               |
| Puchar                                                               | finalista                                                   | 1    | 1941                                                          |
| II liga                                                              | I miejsce                                                   | 0    |                                                               |
| II liga                                                              | II miejsce                                                  | 0    |                                                               |
| II liga                                                              | III miejsce                                                 | 0    |                                                               |
| Bułgaria                                                             | Zdobyte trofea w rozgrywkach Bułgarii (stan na: 31-05-2021) |      |                                                               |

- Gradsko pyrwenstwo na Ruse i Rusenskata sportna obłast:
  - mistrz (9): 1924/25, 1926/27, 1931, 1932/33, 1933/34, 1934/35, 1938, 1939, 1941

- Puchar Bucharestu:
  - zdobywca (1): 1932

## Poszczególne sezony

### Rozgrywki międzynarodowe

#### Europejskie puchary
Nie uczestniczył w rozgrywkach europejskich.

### Rozgrywki krajowe
| \| Bułgaria \| Bilans występów klubu w rozgrywkach piłkarskich Bułgarii (Stan na 31 maja 2021 r.) \| \| |                                                                                    |        |       |   |   |   |    |    |     |                       |        |        |      |
| Poziom                                                                                                  | Rozgrywki                                                                          | Sezony | Mecze | Z | R | P | B+ | B– | Pkt | Lata                  | Awanse | Spadki | Naj. |
| I | Dyrżawno pyrwenstwo / Nacionałna futbołna diwizija / Republikansko pyrwenstwo      | 5      |       |   |   |   |    |    |     | 1931, 1933–1935, 1941 | 0      | 3      | 3    |
| II | B RPG / Wtora PFG / Pyrwa PFL / B PFG / Wtora PFL                                  | 0      |       |   |   |   |    |    |     |                       | 0      | 0      |      |
| III | Treta amatorska futbołna liga                                                      | 0      |       |   |   |   |    |    |     |                       | 0      | 0      |      |
| IV | Obłastna futbołna liga                                                             | 0      |       |   |   |   |    |    |     |                       | 0      | 0      |      |
| | Puchar Bułgarii                                                                    | 2      |       |   |   |   |    |    |     | 1941–1942             | 0      | 0      | 2    |
| Bułgaria                                                                                                | Bilans występów klubu w rozgrywkach piłkarskich Bułgarii (Stan na 31 maja 2021 r.) |        |       |   |   |   |    |    |     |                       |        |        |      |

## Struktura klubu

### Stadion
Klub piłkarski rozgrywał swoje mecze domowe na stadionie Napredyk w Ruse, który może pomieścić 13.000 widzów.

## Kibice i rywalizacja z innymi klubami

### Derby
- Angeł Kynczew Ruse
- Dobrudża Ruse
- Lewski Ruse
- Łokomotiw Ruse
- Rakowski Ruse